# Fiestas de la Veguilla
Las Fiestas de la Veguilla son las fiestas patronales de Benavente que se celebran el llamado “Lunes de Pascuilla” en honor de la Virgen de la Vega.
Actualmente han sido declaradas de interés turístico regional por la Junta de Castilla y León.

## Historia
Esta tradición festiva se remonta a principios del siglo XVI y que consistía en una romería al santuario de Nuestra Señora de la Vega de Cimanes. Esta romería conmemoraba la victoria de un ejército de cristianos benaventanos sobre otro de tropas musulmanas en el siglo IX.
Existe una tradición oral que mantiene que la Virgen de la Vega, con su hijo en el regazo, alentó decisivamente a los benaventanos durante la batalla. Esta narración cuenta con un componente legendario difícil de atestiguar, pero que quizás tenga relación con la batalla de Polvoraria, también denominada del Mato que las crónicas medievales sitúan en la comarca de Benavente.
Con el tiempo, la Virgen de la Vega fue reconocida como patrona de la villa de Benavente, aunque su celebración continuó, durante siglos, celebrándose en el santuario de Nuestra Señora de la Vega de Cimanes. La devoción a la Virgen se plasmó tanto en el escudo como en la bandera de la ciudad de Benavente. Existió una tradición que consistía en la renovación anual del “voto de villa”, por el que las autoridades de Benavente y sus ciudadanos se comprometían a ir en romería al santuario de la Virgen cada “Lunes de Pascuilla”.
Desde comienzos del siglo XIX, la festividad se comienza a celebrar en la villa de Benavente, honrando con diversos actos religiosos la imagen de la Virgen que se encuentra en la iglesia de Santa María del Azogue.

## Actos festivos
El día principal es el “Lunes de Pascuilla”, y que tiene lugar ocho días después del Domingo de Resurrección, pero también tienen lugar diversos actos festivos durante el  viernes, sábado y domingo anteriores.
Las celebraciones incluyen diversos actos religiosos como la misa y la procesión. También se organizan diversos actos lúdicos y deportivos como campeonatos de pesca, fútbol, actuaciones musicales, juegos infantiles, coronación de la reina de las fiestas, verbenas, etc.
Dentro de las celebraciones tienen lugar dos actos peculiares como son el “pan de la Veguilla” y la “petición del toro enmaromado”, ambos basados en las tradiciones que se han originado en la ciudad de Benavente.
La petición del toro es uno de los actos festivos más característicos de esta festividad. Consiste en pedir un toro para ser enmaromado y corrido por las calles de la villa. La petición tiene lugar, de forma multitudinaria, en la plaza frente al ayuntamiento. Consiste en un simulacro en el que el gentío pide un toro, el alcalde se resiste a concedérselo, y al final, cede a la petición. Su origen tuvo lugar a finales del siglo XIX, cuando las dificultades económicas imposibilitaron la celebración de este festejo y en la petición de los mozos de la celebración de este festejo en la sede municipal.
Por su parte, el pan de la Veguilla tuvo su origen en el cupo de fabricación de pan que tenían asignadas las panaderías de la villa. Esta es una tradición que actualmente se conserva, por lo que el pan es repartido a los que lo solicitan en las dependencias municipales asignadas a tal efecto.